# Liste der Baudenkmale in Päwesin
In der Liste der Baudenkmale in Päwesin sind alle Baudenkmale der brandenburgischen Gemeinde Päwesin und ihrer Ortsteile aufgelistet. Grundlage ist die Veröffentlichung der Landesdenkmalliste mit dem Stand vom 31. Dezember 2020. Die Bodendenkmale sind in der Liste der Bodendenkmale in Päwesin aufgeführt.

## Baudenkmale in den Ortsteilen
In den Spalten befinden sich folgende Informationen:
- ID-Nr.: Die Nummer wird vom Brandenburgischen Landesamt für Denkmalpflege vergeben. Ein Link hinter der Nummer führt zum Eintrag über das Denkmal in der Denkmaldatenbank. In dieser Spalte kann sich zusätzlich das Wort Wikidata befinden, der entsprechende Link führt zu Angaben zu diesem Denkmal bei Wikidata.
- Lage: die Adresse des Denkmales und die geographischen Koordinaten. Link zu einem Kartenansichtstool, um Koordinaten zu setzen. In der Kartenansicht sind Denkmale ohne Koordinaten mit einem roten beziehungsweise orangen Marker dargestellt und können in der Karte gesetzt werden. Denkmale ohne Bild sind mit einem blauen bzw. roten Marker gekennzeichnet, Denkmale mit Bild mit einem grünen beziehungsweise orangen Marker.
- Bezeichnung: Bezeichnung in den offiziellen Listen des Brandenburgischen Landesamtes für Denkmalpflege. Ein Link hinter der Bezeichnung führt zum Wikipedia-Artikel über das Denkmal.
- Beschreibung: die Beschreibung des Denkmales
- Bild: ein Bild des Denkmales und gegebenenfalls einen Link zu weiteren Fotos des Baudenkmals im Medienarchiv Wikimedia Commons

### Bagow
| ID-Nr.            | Lage                    | Bezeichnung | Beschreibung | Bild           |
| ----------------- | ----------------------- | --- | --- | -------------- |
| 09190326 Wikidata | (Lage)                  | Dorfkirche | Die Bagower Dorfkirche entstand 1907/08 nach Plänen des Architekten Georg Büttner. | weitere Bilder |
| 09190327          | Dorfstraße 35-37 (Lage) | Gutsanlage Bagow, bestehend aus Gutshaus (Festes Haus), Pächterhaus, Wasch- und Plätthaus, Remise, Pferdestall, Schweinestall, Stallgebäude, Scheune, Kuhstall, zwei Wohnhäusern und zur Straße abschließender Mauer sowie Gutspark (ohne die nach 1945 errichteten Einbauten) | Das Gutshaus, ein Backsteinbau, wurde 1545 unter Albrecht von Schlieben erbaut. Der Frührenaissancebau hat ein hohes Satteldach. Am Turmvorbau befindet sich ein Wappenstein; ein Sandsteinrelief mit dem Hauswappen derer von Schlieben. Im Erdgeschoss sind zwei spätgotische Zimmer mit Sterngewölben erhalten. Über deren Zwischentür ist ein Sandsteinrelief mit dem Bildnis des Erbauers angebracht. Eine freitragende Barock-Treppe aus der Zeit zwischen 1693 und 1772 führt ins Obergeschoss. Zur denkmalgeschützten Gutsanlage gehört neben dem Festen Haus, ein Pächterhaus, ein Wasch- und Plätthaus, die Remise, mehrere Stallgebäude und Scheune, zwei Wohnhäuser für Bedienstete und der Gutspark. | weitere Bilder |

### Päwesin
| ID-Nr.            | Lage                            | Bezeichnung                                       | Beschreibung | Bild                                              |
| ----------------- | ------------------------------- | ------------------------------------------------- | --- | ------------------------------------------------- |
| 09190325 Wikidata | (Lage)                          | Dorfkirche                                        | Die evangelische Dorfkirche wurde in den Jahren 1727 bis 1729 erbaut. | weitere Bilder                                    |
| 09190932          | Alte Gärtnerei 1 (Lage)         | Alte Ziegelei (Alte Gärtnerei), am Beetzsee       | In Päwesin und Umgebung gab es früher 14 Ziegeleien. Nur wenige sind heute noch in Resten erkennbar. Eine davon ist die Ziegelei Alte Gärtnerei in Päwesin. In ihr wurden vor dem Ersten Weltkrieg die letzten Klinker produziert. Danach zog dort eine Gärtnerei ein. Das ruinöse Ensemble mit Hafen wurde im Jahr 2004 von Hermann Kremer aus Haltern am See (Westfalen) erworben. Er ließ das vier Hektar große Areal unter Denkmalschutz stellen. Zum Denkmal gehört ein Hoffmannscher Ringofen, das Fabrikantenwohnhaus, die Tonschneiderei, die Unterkunft für Arbeiter, ein Gerätehaus und der Trockenschuppen. | Alte Ziegelei (Alte Gärtnerei), am Beetzsee       |
| 09191032          | Brandenburger Straße (Lage)     | Scheune und Einfriedungsmauer eines Vierseithofes | | Scheune und Einfriedungsmauer eines Vierseithofes |
| 09191637          | Kirchplatz 1 (Lage)             | Scheune des Pfarrgehöftes                         | | BW                                                |
| 09191031          | Kirchplatz 3/Schulstraße (Lage) | Scheune eines Vierseithofes                       | | Scheune eines Vierseithofes                       |

### Riewend
| ID-Nr.   | Lage   | Bezeichnung                                                      | Beschreibung | Bild                                                             |
| -------- | ------ | ---------------------------------------------------------------- | --- | ---------------------------------------------------------------- |
| 09190329 | (Lage) | Dorfkirche                                                       | Die kleine evangelische Kirche stammt aus dem 18. Jahrhundert, im Jahre 1844 wurde sie umgebaut. Im Inneren ein Kanzelaltar im barocken Stil. | weitere Bilder                                                   |
| 09190662 | (Lage) | Landstraße mit Ziegelpflaster zwischen Riewend und Klein Behnitz | | Landstraße mit Ziegelpflaster zwischen Riewend und Klein Behnitz |